# Wallis Simpson
Wallis, duquesa de Windsor (nacida Bessie Wallis Warfield; Blue Ridge Summit, Pensilvania, Estados Unidos; 19 de junio de 1896-Bois de Boulogne, París, Francia; 24 de abril de 1986), conocida tras su primer matrimonio como Wallis Spencer y, sobre todo, tras su segundo matrimonio como Wallis Simpson, fue una socialite estadounidense. Su condición de divorciada dos veces y la intención de Eduardo VIII del Reino Unido (con quien mantenía una relación desde que era príncipe) de convertirla en su consorte provocaron una crisis constitucional que condujo a que Eduardo se viera forzado a abdicar del trono británico en 1936.
El padre de Wallis murió poco después de su nacimiento, y Wallis, junto a su madre viuda, recibió el apoyo de algunos parientes ricos. Su primer matrimonio, con un oficial de la Marina de los Estados Unidos, se caracterizó por varios períodos de separación y terminó en divorcio. 
En 1934, durante el transcurso de su segundo matrimonio, se supone que se hizo amante de Eduardo, por entonces, príncipe de Gales. Dos años más tarde, después de la muerte de Jorge V y el ascenso al trono de Eduardo VIII, Wallis se divorció de su segundo marido y Eduardo le propuso matrimonio. El deseo del rey de contraer nupcias con una mujer que tenía dos exmaridos vivos provocó una crisis constitucional en el Reino Unido y sus dominios, lo que condujo a que abdicara al trono en diciembre de 1936 y se casara, según sus palabras, con «la mujer que amo». Después de la abdicación, el antiguo rey fue nombrado duque de Windsor por su hermano, el rey Jorge VI. Eduardo se casó con Wallis seis meses más tarde, después de lo cual ella fue conocida como la duquesa de Windsor, sin el tratamiento de su alteza real.
Antes, durante y después de la Segunda Guerra Mundial, muchas personas del gobierno y de la sociedad sospechaban que el duque y la duquesa de Windsor simpatizaban con los nazis. En el transcurso de las décadas de 1950 y 1960, la pareja vivió entre Europa y los Estados Unidos, disfrutando de una vida de ocio como celebridades sociales. Al morir el duque en 1972, la duquesa se recluyó y rara vez volvió a ser vista en público. Su vida privada fue la fuente de múltiples especulaciones y todavía sigue siendo una figura controvertida en la historia británica.

## Biografía

### Primeros años
Bessie Wallis Warfield era hija única y nació en Square Cottage, en el Monterey Inn, un hotel ubicado al otro lado de la carretera frente al Monterey Country Club, en Blue Ridge Summit, Pensilvania, Estados Unidos. Como centro vacacional veraniego situado cerca de la frontera entre Maryland y Pensilvania, Blue Ridge Summit era popular entre los miembros de la sociedad de Baltimore que deseaban escapar del calor de la temporada, y el Monterey Inn, que tenía un edificio central y también cabañas individuales, era el hotel más grande de la ciudad. Su padre fue Teackle Wallis Warfield, el menor de los cinco hijos de Henry Mactier Warfield, comerciante de harina descrito como «uno de los más conocidos y personalmente uno de los más populares ciudadanos de Baltimore», que se postuló para alcalde en 1875. Su madre era Alice Montague, hija de William Montague, un vendedor de seguros. En honor a su padre y a la hermana mayor de su madre, Wallis recibió el nombre de Bessie —la señora D. Buchanan Merryman— y era llamada Bessie Wallis, hasta que en algún momento durante su juventud «el Bessie se perdió y la niña fue llamada simplemente Wallis».
Las fechas del matrimonio de sus padres y de su nacimiento permanecen confusas. Ninguno de estos acontecimientos parece haber sido registrado, pero las fechas aceptadas por lo general son el 19 de noviembre de 1895 y el 19 de junio de 1896. Su padre murió de tuberculosis el 15 de noviembre de 1896. En sus primeros años, Wallis y su madre dependieron de la caridad del hermano rico de su padre, Solomon Warfield Davies, presidente y fundador de la Continental Trust Company. Al principio vivieron en la gran casa que Solomon compartía con su madre, en East Preston Street, 34.
Su tía Bessie Merryman quedó viuda en 1901 y al año siguiente Alice y Wallis se mudaron a su mansión en West Chase Street, 9 en Baltimore. Alice se volvió a casar en 1908 con John Freeman Rasin, Jr., hijo de un prominente miembro del Partido Demócrata de los Estados Unidos. El 17 de abril de 1910, Wallis fue confirmada en la Iglesia Episcopal de Cristo en Baltimore, y de 1912 a 1914, Solomon Warfield pagó por su asistencia a Oldfields School, la escuela de niñas más cara de Maryland. Allí trabó amistad con la heredera Renée du Pont, hija del senador T. Coleman du Pont, de la familia du Pont, y con Mary Kirk, cuya familia fundó Kirk Silverware. Un compañero de una de las escuelas a las que asistió recuerda: «Era brillante, más brillante que todos nosotros. Tomó la decisión de ir a la cabeza de la clase y lo hizo.» Wallis siempre vestía impecable y se presionaba para hacer bien las cosas.

### Primer matrimonio

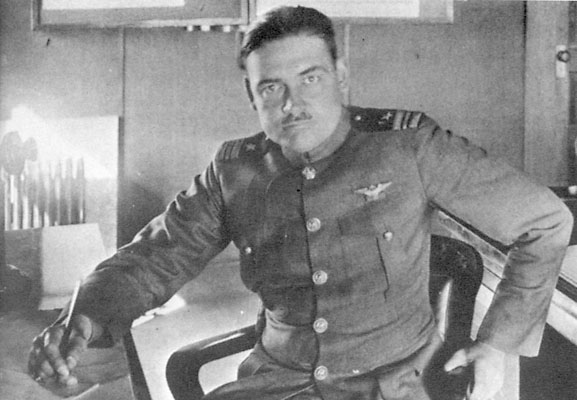
Earl Winfield Spencer Jr., primer esposo de Wallis, en 1920

En mayo de 1916, durante la visita a su prima Corinne Mustin en Pensacola, Florida, conoció a Earl Winfield Spencer Jr., piloto de la Armada de los Estados Unidos. Por esas fechas fue testigo de dos accidentes de aviación con dos semanas de diferencia, lo que le causó un miedo permanente a volar. El 8 de noviembre de 1916, la pareja se casó en la Iglesia Episcopal de Cristo en Baltimore, que había sido la parroquia de Wallis. Su marido alcohólico bebía incluso antes de volar y una vez se estrelló en el mar, aunque salió casi ileso. Después de que Estados Unidos entrara en la Primera Guerra Mundial en 1917, Spencer fue enviado a San Diego como primer oficial al mando de una base de entrenamiento en Coronado, ahora conocida como Estación Aeronaval de North Island, donde permanecieron hasta 1920. En 1920, Eduardo, príncipe de Gales, visitó San Diego, pero no conoció a Wallis en esa época. Spencer dejó a su esposa por un período de cuatro meses, pero se reunieron en Washington, D. C. en la primavera de 1921, aunque pronto se separaron de nuevo. En 1923, cuando Spencer fue destinado al Lejano Oriente como comandante del Pampanga, Wallis se quedó en los Estados Unidos y mantuvo una relación amorosa con el diplomático argentino Felipe Aja Espil. En enero de 1924, visitó París acompañada de su prima Corinne Mustin, quien acababa de enviudar, antes de partir hacia el Oriente a bordo de un transporte para tropas. Los Spencer volvieron a vivir juntos por un breve periodo hasta que Wallis enfermó por haber bebido agua contaminada, después de lo cual fue evacuada a Hong Kong.
Un diplomático italiano la recordaba del tiempo que permaneció en China: «Su charla era brillante y tenía la costumbre de traer a colación el tema correcto de conversación con cualquier persona que entrara en contacto con ella y entretenerlos con ese tema». Según Hui lan-Koo, la segunda esposa del diplomático y político chino Wellington Koo, la única frase que Wallis aprendió en mandarín durante su estancia en Asia fue: «Joven, páseme el champán».
Wallis realizó un recorrido por China y se hospedó con Katherine y Herman Rogers, quienes seguirían siendo sus amigos mientras estuvo en Pekín. De acuerdo con la esposa de Milton E. Miles, uno de los compañeros de su marido, fue allí donde Wallis conoció al conde Galeazzo Ciano, más tarde yerno de Benito Mussolini y ministro de Relaciones Exteriores italiano, con quien tuvo un romance, como resultado del cual quedó embarazada; a consecuencia de un aborto mal practicado, perdió para siempre la capacidad de concebir. Este rumor se extendió, pero nunca pudo demostrarse, y la esposa de Ciano, Edda Mussolini, lo negaba. Para septiembre de 1925, Wallis y su marido estaban de regreso en los Estados Unidos, aunque vivían separados. La pareja se divorció el 10 de diciembre de 1927.

### Segundo matrimonio
Para el momento en que se disolvió su matrimonio, Wallis mantenía una relación con Ernest Aldrich Simpson, un angloestadounidense ejecutivo de transporte marítimo y excapitán de la Guardia Coldstream. Simpson se divorció de su primera esposa, Dorothea —con quien tuvo una hija, Audrey—, para casarse con Wallis Spencer el 21 de julio de 1928, en la Oficina de Registro de Chelsea, Londres. Desde Cannes, donde se alojaba con sus amigos, el señor y la señora Rogers, Wallis le había telegrafiado que aceptaba su propuesta de matrimonio.
Los Simpson se instalaron de momento en una casa amueblada con cuatro criados en Mayfair. En 1929, Wallis navegó de regreso a Estados Unidos para visitar a su madre enferma, casada con Charles Gordon Allen. Durante el viaje, las inversiones de Wallis se esfumaron en el crack de Wall Street y su madre murió sin un centavo el 2 de noviembre de 1929. Wallis regresó a Inglaterra y como el negocio naviero continuaba boyante, los Simpson se mudaron a un apartamento grande con una plantilla de criados.
A través de una amiga suya, Consuelo Thaw, Wallis conoció a Lady Thelma Furness, hermana de Consuelo y en ese entonces amante de Eduardo, príncipe de Gales. El 10 de enero de 1931, Lady Furness la presentó al príncipe. Eduardo era el hijo mayor del rey Jorge V y la reina María y heredero al trono británico. Entre 1931 y 1934, se reunió con los Simpson en diversas fiestas y Wallis fue presentada en la Corte. Ernest comenzaba a tener dificultades financieras debido a que vivían por encima de sus posibilidades y por ese motivo tuvieron que despedir al personal.

### Relación con Eduardo, príncipe de Gales

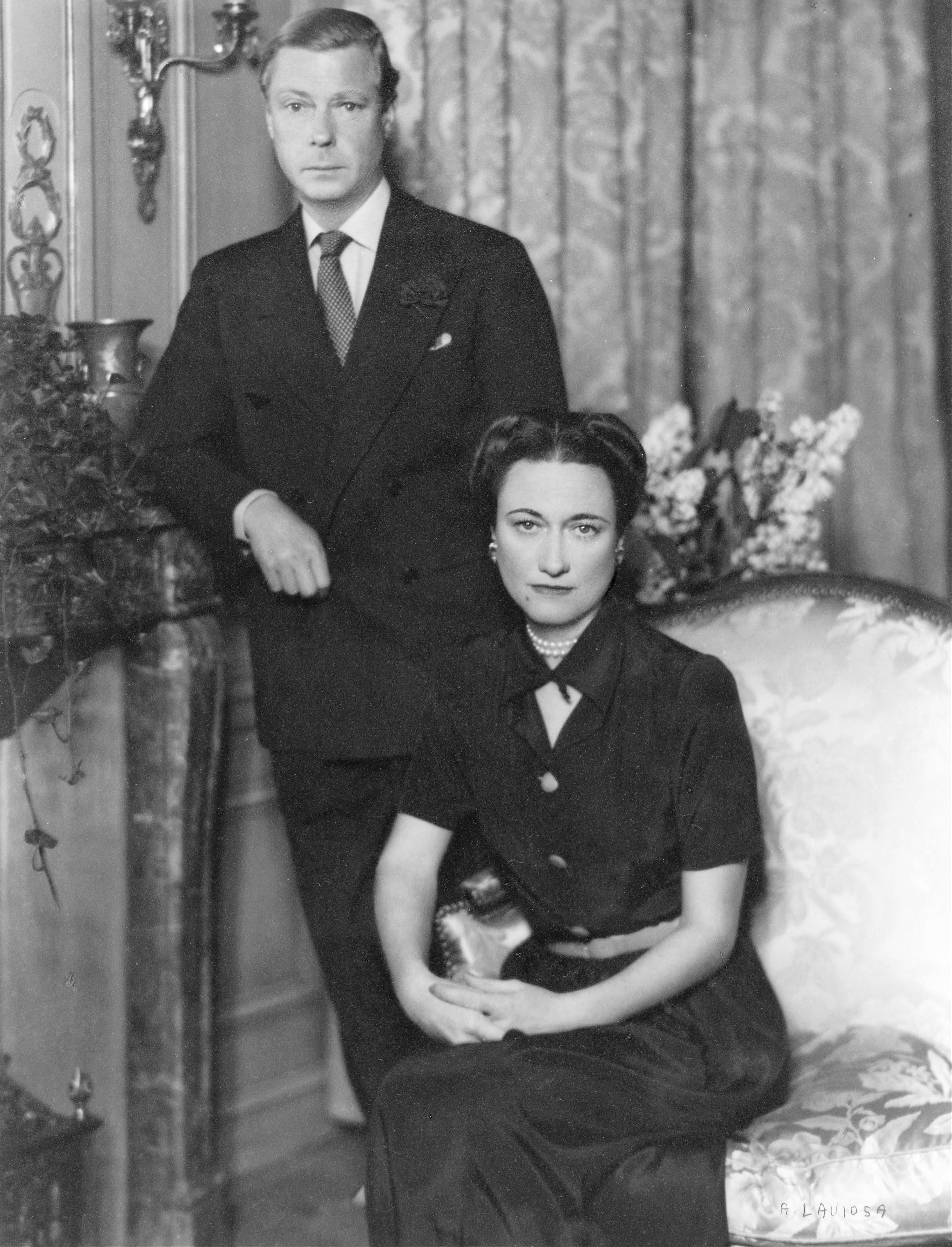
Wallis Simpson, fotografiada junto al príncipe Eduardo, su futuro cónyuge. Fotografía realizada por Vincenzo Laviosa, 1934

En diciembre de 1933, mientras Lady Furness se encontraba en Nueva York, Wallis se convirtió al parecer en amante del príncipe. Eduardo lo negó ante su padre, a pesar de que su personal llegó a verlos juntos en la cama, así como a encontrar «prueba física de un acto sexual». Wallis derrocó pronto a Lady Furness y distanció al príncipe de una antigua amante y confidente, la heredera angloestadounidense de textiles Freda Dudley Ward.
Para 1934, el príncipe estaba muy enamorado, encontraba atractivas sus maneras dominantes y la abrasiva irreverencia hacia su posición; en palabras de su biógrafo oficial, se convirtió en «servilmente dependiente» de ella. De acuerdo con Wallis, fue durante un crucero en 1934 en el yate privado de Walter Guinness, primer barón de Moyne, llamado Rosaura, que ella se enamoró de Eduardo. En una velada en el palacio de Buckingham, el príncipe la presentó a su madre, lo que causó la indignación de su padre, sobre todo por su historia marital, ya que los divorciados en general eran excluidos de la Corte. Eduardo cubría a Wallis con dinero y joyas; además en febrero de 1935 y más tarde ese año, viajaron juntos por Europa. Los cortesanos estaban cada vez más alarmados porque el romance comenzó a interferir con las actividades oficiales del príncipe.
En 1935, el jefe de la Sección Especial de la Policía Metropolitana de Londres le informó al comisionado que Wallis también tenía un romance con Guy Marcus Trundle, que «se decía era empleado de la Ford Motor Company». Estos informes se hicieron públicos por primera vez en 2003. Sin embargo, la tesis sobre un romance es puesta en duda por el capitán Val Bailey, que conocía bien a Trundle y cuya madre tuvo un romance con este durante casi dos décadas, y también por la historiadora Susan Williams.

### Crisis por la abdicación
Jorge V murió el 20 de enero de 1936 y el príncipe de Gales subió al trono como Eduardo VIII. Al día siguiente rompió el protocolo real cuando observó la proclamación de su ascenso al trono desde una ventana del palacio de St James en compañía de Wallis, que a la sazón permanecía casada. Cada vez era más evidente para la corte y los círculos gubernamentales que Eduardo tenía la intención de casarse con ella. El comportamiento del rey y su relación con Wallis le volvió impopular con el Partido Conservador —que en ese momento dirigía el gobierno británico— y angustiaba a su madre y su hermano. A pesar de que los medios británicos en la época de preguerra se mantenían respetuosos para con la monarquía y no se publicaban historias sobre el romance en la prensa nacional, los medios de comunicación extranjeros informaron ampliamente de la relación.
El monarca del Reino Unido es también el gobernador supremo de la iglesia de Inglaterra y al momento de la propuesta de matrimonio —y hasta el año 2002— la iglesia de Inglaterra no permitía que volvieran a casarse las personas divorciadas cuyo excónyuge seguía vivo. En consecuencia, si bien no había una barrera impuesta por la ley civil para que Eduardo se casara, la posición constitucional era que un rey no podía casarse con una divorciada y permanecer como rey —de hacerlo entraría en conflicto con su papel de gobernador supremo—. Por otra parte, el gobierno británico y los gobiernos de los dominios estaban en contra de la idea del matrimonio entre el rey y una estadounidense divorciada dos veces por otras razones, la consideraban política, social y moralmente inadecuada como prospecto de consorte. En el Imperio británico era percibida por muchos como una mujer de «ambición ilimitada», que perseguía al rey por su riqueza y posición.
Wallis le había presentado una demanda de divorcio a su segundo marido alegando que había cometido adulterio con su amiga de la infancia Mary Kirk y la sentencia condicional se le concedió el 27 de octubre de 1936. Su relación con el rey se volvió del dominio público en el Reino Unido a principios de diciembre y Wallis decidió huir del país en el momento en que estalló el escándalo. Fue llevada al sur de Francia en una dramática carrera por escapar de la prensa y permaneció sitiada por los medios de comunicación durante los siguientes tres meses en la Villa Lou Viei, la casa de sus amigos Herman y Katherine Rogers ubicada cerca de Cannes.
De vuelta en el Reino Unido, Eduardo consultó con el primer ministro Stanley Baldwin tratando de encontrar la forma de casarse con Wallis y conservarse en el trono. Propuso un matrimonio morganático, donde él seguiría siendo rey, aunque su esposa no sería reina, pero esto fue rechazado por Baldwin y los primeros ministros de Australia y Sudáfrica. Si Eduardo se hubiera casado en contra del consejo de Baldwin, el gobierno estaría obligado a dimitir, causando una crisis constitucional.

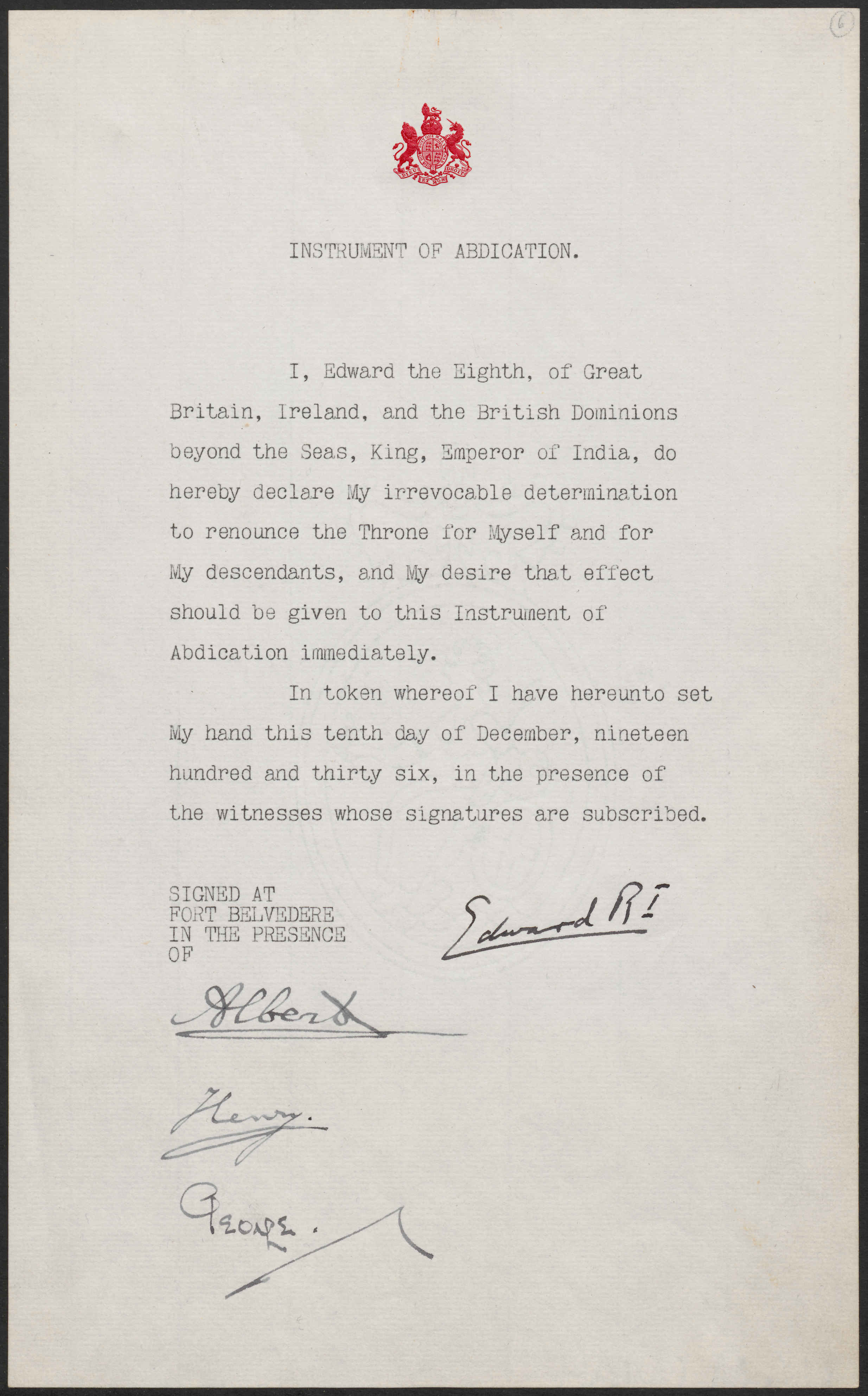
Carta de abdicación de Eduardo VIII del Reino Unido

Mientras tanto, Peregrine Cust, sexto barón Brownlow y Lord in Waiting del rey, presionaba a Wallis en su escondite en el sur de Francia, para que renunciara a Eduardo. El 7 de diciembre de 1936, Lord Brownlow leyó a la prensa la declaración que había ayudado a redactar y que anunciaba la resolución de Wallis de renunciar al rey. Sin embargo, Eduardo estaba decidido a casarse. Como el asunto de la abdicación cobró fuerza, John Theodore Goddard, procurador de Wallis, declaró que: «[su] cliente estaba dispuesta a hacer algo para aliviar la situación, pero el otro extremo de la cancha [Eduardo VIII] estaba decidido». Esto indicaba, aparentemente, que el rey había decidido que no tenía más remedio que abdicar si quería casarse.
El 10 de diciembre de 1936, Eduardo VIII firmó el Instrumento de abdicación en presencia de sus tres hermanos sobrevivientesː el duque de York —que ascendería al trono al día siguiente como Jorge VI—, el duque de Gloucester y el duque de Kent. Algunas leyes especiales aprobadas por los parlamentos de los dominios finalizaron el proceso de la abdicación al día siguiente y en el caso de Irlanda, un día después. El 11 de diciembre de 1936, Eduardo emitió una declaración pública que decía:

Todos ustedes conocen las razones que me han inducido a renunciar al trono. Quisiera hacerles comprender que, al tomar esta resolución, no he olvidado en absoluto al país o al Imperio, a los cuales, primero como príncipe de Gales y más tarde como rey, he dedicado veinticinco años de servicio. Pero pueden creerme si les digo que me ha resultado imposible soportar la pesada carga de la responsabilidad y desempeñar mis funciones como rey, en la forma en que desearía hacerlo, sin la ayuda y el apoyo de la mujer que amo.

Eduardo partió de Gran Bretaña a Austria, donde se alojó en el castillo Enzesfeld, la casa del barón y la baronesa Eugen y Kitty de Rothschild. Tuvo que permanecer alejado de Wallis hasta que no hubiera peligro de comprometer la concesión de un decreto absoluto en el proceso de divorcio. Cuando el divorcio se resolvió en mayo de 1937, Wallis volvió a usar su nombre de soltera Wallis Warfield. La pareja se reunió en el castillo de Candé, en Monts, Francia, el 4 de mayo de 1937.

### Tercer matrimonio: duquesa de Windsor

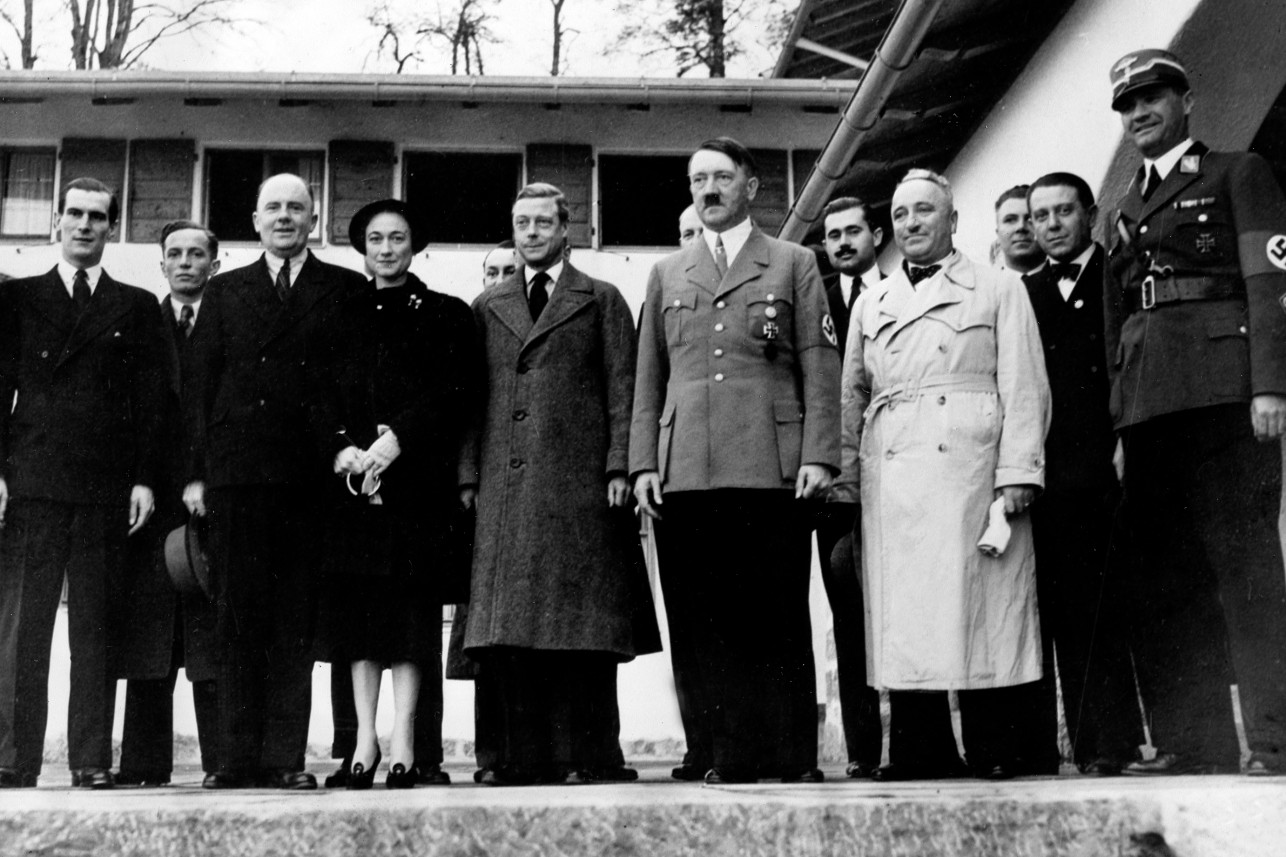
Adolf Hitler, fotografiado junto a los duques de Windsor durante la visita de estos últimos a la Alemania Nazi, 1937

Un mes más tarde, el 3 de junio de 1937, Wallis y Eduardo se casaron en el castillo de Candé, que les había prestado Charles Bedaux, quien más tarde trabajó activamente en favor de la Alemania nazi en la Segunda Guerra Mundial. La fecha coincidía con el que hubiera sido el 72.º cumpleaños del rey Jorge V; la reina María pensó que la boda fue programada en esa fecha como un desaire deliberado. No asistió ningún miembro de la familia real británica. 
Eduardo fue nombrado duque de Windsor por su hermano, Jorge VI; sin embargo, la patente real aprobada por el nuevo rey y apoyada por unanimidad por los gobiernos de los dominios, impedía a Wallis, ahora duquesa de Windsor, usar el tratamiento de Su Alteza Real. El rey tenía la firme idea de que Wallis no debía recibir un tratamiento real y esta opinión era compartida por su madre, la reina María, y por su esposa, la reina Isabel —más tarde la reina madre—. Al principio, la familia real no aceptó a la duquesa ni la recibió formalmente, aunque Eduardo se reunió varias veces con su madre y sus hermanos después de la abdicación. Algunos biógrafos han sugerido que la reina Isabel, la cuñada de Eduardo, estaba resentida con Wallis por el papel que había desempeñado en la llegada al trono de Jorge VI —que pudo haber visto como un factor influyente en la temprana muerte de este—, y por comportarse prematuramente como la consorte de Eduardo, cuando solo era su amante. Estas afirmaciones fueron negadas por amigos cercanos de la reina Isabel; por ejemplo, el duque de Grafton escribió que «nunca dijo algo desagradable acerca de la duquesa de Windsor, con excepción de que realmente no tenía ni idea de con qué estaba tratando». Por otra parte, la duquesa de Windsor se refería a la reina Isabel como la «señora Temple» —señora Templo— y «Cookies» —Galletas—, en alusión a su figura sólida y su gusto por los alimentos, y a su hija, la princesa Isabel —que más tarde sería la reina Isabel II—, como «Shirley», en alusión a Shirley Temple. La duquesa se resintió amargamente de que le negaran el tratamiento real y de que los familiares de Eduardo no la aceptaran como parte de la familia. Sin embargo, dentro del círculo de los duques de Windsor, el tratamiento de Su Alteza Real era utilizado por aquellos que estaban cerca de la pareja.
Según Diana Mitford, esposa del exlíder de la Unión Británica de Fascistas, Oswald Mosley, que conocía a la futura reina madre y a Wallis, pero solamente era amiga de esta última, la antipatía de la reina hacia su concuñada podía haber tenido una fuente más profunda. Lady Mosley escribió a su hermana, la duquesa de Devonshire, tras la muerte del duque de Windsor, «probablemente la teoría de sus contemporáneos [de los Windsor] de que Cake [un apodo de Mitford para la reina madre, que derivaba de su exclamación de alegría en la fiesta en la que Deborah Devonshire la conoció] estaba más bien enamorada de él [el duque] —como una niña— y se llevó al segundo mejor, puede explicar muchas cosas».
Los duques vivieron en Francia los años anteriores a la guerra. En 1937, realizaron una visita de alto perfil a Alemania y se reunieron con el líder nazi Adolf Hitler, quien, según informes, dijo de la duquesa que «habría sido una buena reina». Esa visita apoyaba las fuertes sospechas que tenían muchas personas en el gobierno y en la sociedad, de que la duquesa era un agente alemán, afirmación que Wallis ridiculizó en sus cartas a Eduardo. Los archivos del FBI recopilados en la década de 1930, también la retratan como posible simpatizante nazi. El exduque Carlos Alejandro de Wurtemberg dijo al FBI que Wallis y el líder nazi Joachim von Ribbentrop habían sido amantes en Londres. Incluso hubo informes aún más inverosímiles sobre sus circunstancias en la Segunda Guerra Mundial, como que Wallis conservaba una fotografía firmada de Ribbentrop en su mesita de noche, y que había seguido pasándole información, incluso durante la invasión de Francia.

### Segunda Guerra Mundial
Tras el estallido de la guerra en 1939, a Eduardo se le asignó un puesto militar en el ejército británico destinado en Francia. Según el hijo de William Edmund Ironside, primer barón de Ironside, Wallis siguió recibiendo a sus amigos relacionados con el movimiento fascista y les filtró detalles de las defensas francesas y belgas que obtenía del duque. Cuando los alemanes invadieron el norte de Francia y bombardearon Gran Bretaña en mayo de 1940, la duquesa le dijo a un periodista estadounidense: «no puedo decir que siento lástima por ellos». Como las tropas alemanas avanzaban, los duques huyeron de su casa en París en dirección al sur, primero a Biarritz y luego en junio a España. Allí, Wallis le dijo al embajador de Estados Unidos, Alexander W. Weddell, que Francia había perdido porque estaba «internamente enferma». En julio la pareja se mudó a Lisboa, Portugal, donde se alojaron en la casa de Ricardo Espirito Santo Silva, un banquero que era sospechoso de ser agente alemán. En agosto, un buque de guerra británico trasladó a la pareja a las Bahamas, donde Eduardo fue instalado como gobernador.
Wallis realizó competentemente su papel como la señora del gobernador durante cinco años. Sin embargo, odiaba Nasáu, que calificó de «nuestra Santa Elena», en referencia al último lugar de exilio de Napoleón I. Fue duramente criticada por sus extravagantes viajes de compras a los Estados Unidos, que los hizo cuando Gran Bretaña estaba soportando privaciones como racionamientos y cortes de luz en las vías públicas. Sus actitudes racistas hacia la población local —a los que llamaba «negros vagos y prósperos» en cartas a su tía— eran reflejo de su educación. En 1941, el primer ministro Winston Churchill se opuso enérgicamente cuando la pareja planeaba visitar el Caribe a bordo de un yate que pertenecía al magnate sueco Axel Wenner-Gren, a quien Churchill declaró «proalemán». Churchill se vio obligado a quejarse de nuevo cuando el duque otorgó una entrevista de tono «derrotista». El establishment británico desconfiaba de la duquesa; Sir Alexander Hardinge escribió que sus actividades antibritánicas estaban motivadas por un deseo de venganza contra un país que la había rechazado como reina. Después de la derrota de la Alemania nazi, la pareja regresó a Francia y se retiró.

### Vida posterior y fallecimiento

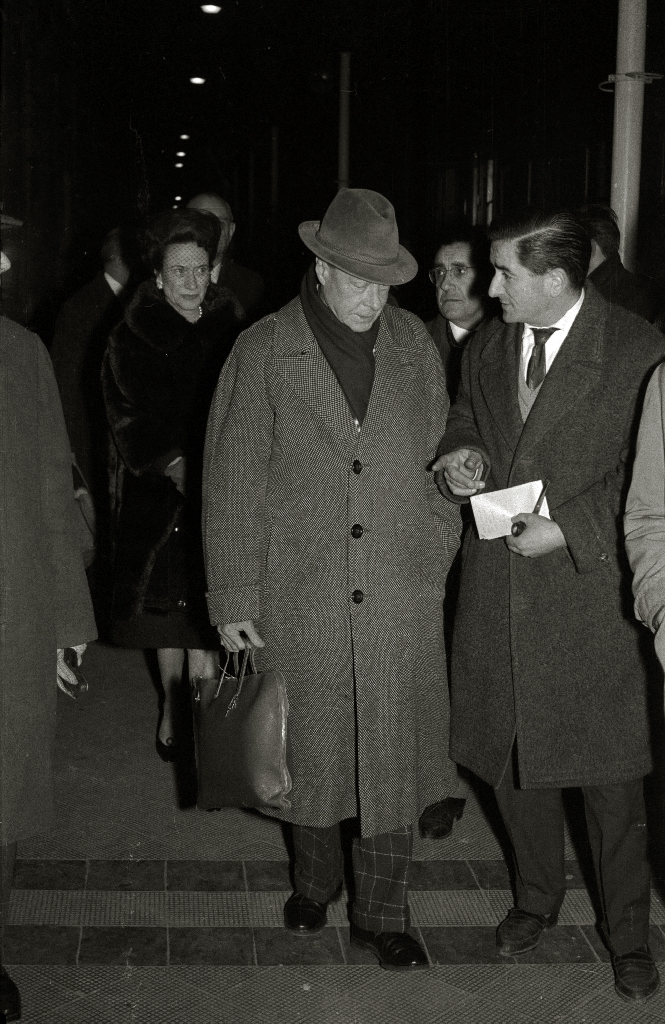
Los duques de Windsor, fotografiados en 1963, durante su estancia en San Sebastián, Guipúzcoa (España)

En 1946, Wallis se alojaba en Ednam Lodge, la casa del conde de Dudley, cuando algunas de sus joyas fueron robadas. Hubo rumores de que el robo había sido planeado por la familia real británica, en un intento por recuperar las joyas que Eduardo había tomado de la Royal Collection, o por los propios duques de Windsor, como parte de un fraude contra la aseguradora, ya que el año siguiente la pareja realizó un gran depósito de piedras sueltas en Cartier. Sin embargo, en 1960, Richard Dunphie confesó el delito. Las piezas robadas eran solo una pequeña parte de las joyas de los Windsor que habían sido compradas de forma privada, heredadas por el duque o que le fueron regaladas cuando era príncipe de Gales.
Eduardo volvió a Inglaterra en febrero de 1952 para asistir al funeral de Jorge VI. Wallis no quiso acompañarle; en su estancia previa en Londres, el mes de octubre anterior, le había dicho a su marido: «Odio este país. Seguiré odiándolo hasta la tumba». Más tarde ese año, las autoridades municipales de París les ofrecieron el uso de una casa. La pareja vivió en el número 4 de la rue du Champ d'Entraînement en Neuilly-sur-Seine la mayor parte del resto de sus vidas,y  en esencia tuvieron una vida cómoda. También compraron una segunda residencia en el país, donde pronto se convirtieron en amigos íntimos de sus vecinos Oswald y Diana Mosley. Años más tarde, Diana Mosley afirmó que los duques de Windsor compartían el punto de vista de ella y su marido de que a Hitler se le debía haber dado mano libre para destruir el comunismo. El propio Eduardo escribió en el New York Daily News el 13 de diciembre de 1966, «[...] era del interés de Gran Bretaña y de Europa también, que Alemania se animara a atacar el Este y aplastara al comunismo para siempre [...]. Pensé que el resto de nosotros podría mantenerse neutral, mientras que los nazis y los rojos peleaban».

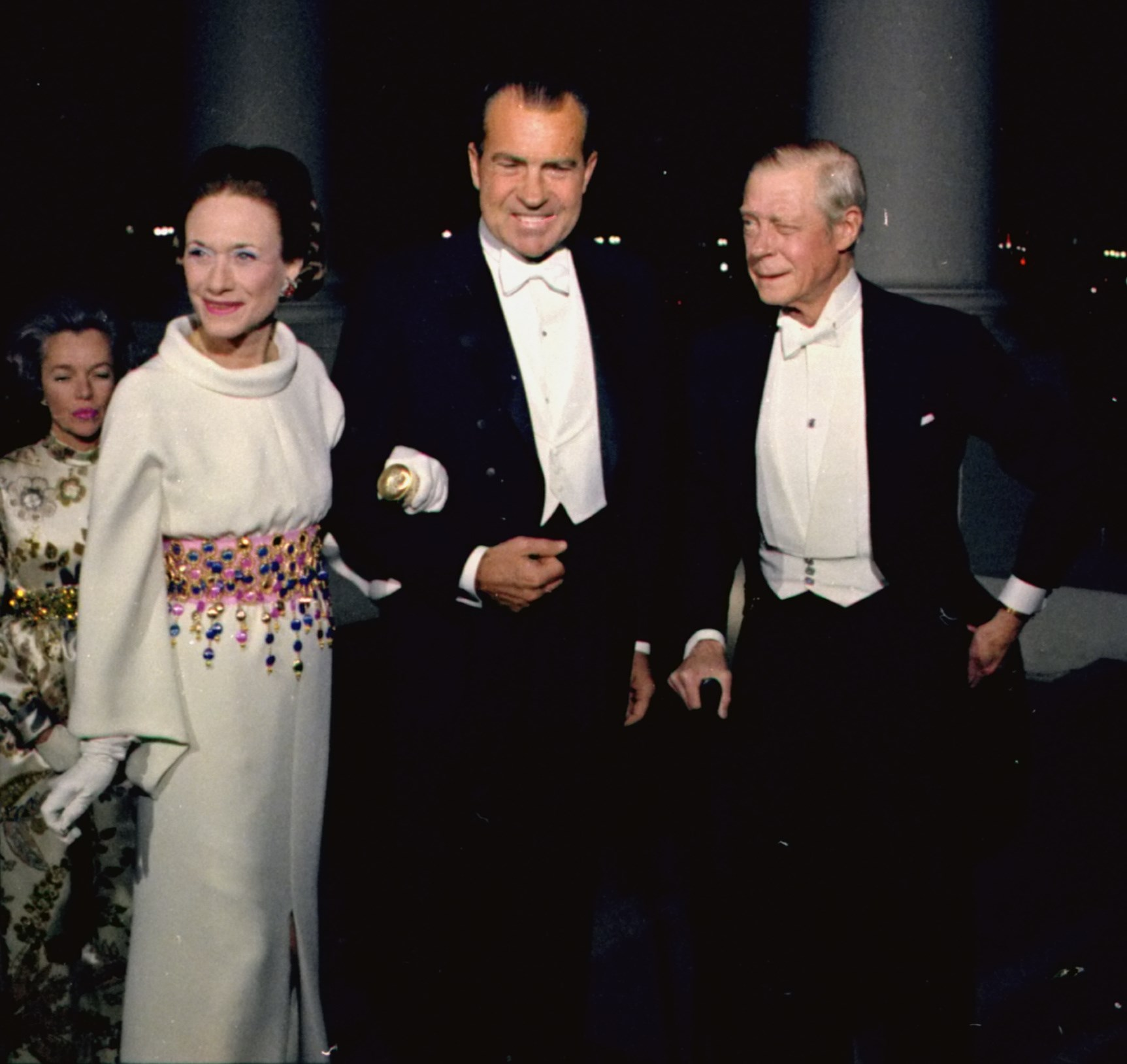
Los duques de Windsor con el presidente Richard Nixon durante un evento en la Casa Blanca en abril de 1970

En 1965, cuando los duques de Windsor visitaron Londres porque Eduardo necesitaba una cirugía ocular, la reina Isabel II y la princesa Marina, duquesa de Kent, los visitaron. Más tarde, en 1967, la pareja se unió a la familia real en Londres cuando Isabel II desveló una placa para conmemorar el centenario del nacimiento de la reina María. Isabel II y el príncipe Carlos visitaron a los Windsor en París en los últimos años del duque; de hecho la visita ocurrió poco antes de su muerte.
Cuando Eduardo murió de cáncer en 1972, Wallis viajó a Inglaterra para asistir al funeral; durante su visita se alojó en el palacio de Buckingham. Cada vez más senil y frágil, vivió el resto de su vida como reclusa, con el apoyo del patrimonio de su marido y de un subsidio de la reina. En octubre de 1976, se esperaba que recibiera a la reina madre Isabel, pero estaba demasiado enferma de demencia y su personal canceló la visita en el último minuto. La reina madre envió flores con una tarjeta en que se leía, «Con amistad, Elizabeth». Después de la muerte de su marido, la duquesa le otorgó su autoridad legal a la abogada francesa Suzanne Blum. Esta relación de potencial explotación fue investigada en el libro de Caroline Blackwood, The Last of the Duchess, escrito en 1980, pero que no se publicó hasta después de la muerte de Blum en 1995. En 1980, Wallis perdió la capacidad de hablar. Al final permaneció confinada a la cama y no recibía visitas a excepción de su médico y enfermeras.
La duquesa de Windsor murió en su casa en el Bois de Boulogne de París el 24 de abril de 1986. El funeral se celebró en la Capilla de San Jorge en el castillo de Windsor y contó con la asistencia de sus dos cuñadas sobrevivientes: la reina madre y la princesa Alicia, duquesa de Gloucester. Isabel II, el príncipe Felipe, el príncipe Carlos y la princesa de Gales asistieron a la ceremonia fúnebre y al entierro. Fue sepultada junto a Eduardo en el cementerio real cercano al castillo de Windsor, como «Wallis, duquesa de Windsor». Hasta que llegaron a un acuerdo con Isabel II en 1965, los duques tenían planeado que fuera enterrada en una parcela del Green Mount Cemetery en Baltimore, lugar donde estaba sepultado el padre de Wallis.
La mayor parte de su herencia fue a la fundación para la investigación médica del Instituto Pasteur, según las instrucciones de Suzanne Blum. La decisión tomó por sorpresa a la familia real y a los amigos de la duquesa, porque durante su vida nunca había mostrado algún interés por actos caritativos. En abril de 1987, la notable colección de joyería de Wallis recaudó 45 millones de dólares para el instituto en una subasta en Sotheby's, aproximadamente siete veces el precio estimado, además atrajo ofertas de famosas personalidades como Elizabeth Taylor, Calvin Klein y Jacqueline Onassis. En reconocimiento a la ayuda que Francia les brindó suministrándoles una casa y en lugar de los impuestos por defunción, la colección de muebles estilo Luis XVI, algunas piezas de porcelana y pinturas pasaron a la propiedad del Estado francés. La familia real británica no recibió legados importantes. El empresario egipcio Mohamed Al-Fayed compró gran parte del patrimonio no financiero, incluyendo el usufructo de la mansión de París. La mayor parte de su colección se vendió en 1998, un año después de la muerte de su hijo en el accidente automovilístico que también cobró la vida de Diana, princesa de Gales. La venta recaudó más de £ 14 millones para fines caritativos.

## Títulos y tratamientos
| ● 19 de junio de 1896-8 de noviembre de 1916:     | Señorita Bessie Wallis Warfield            |
| ● 8 de noviembre de 1916-10 de diciembre de 1927: | Señora Wallis de Earl Winfield Spencer Jr. |
| ● 10 de diciembre de 1927-21 de julio de 1928:    | Señora Wallis Spencer                      |
| ● 21 de julio de 1928-7 de mayo de 1937:          | Señora Wallis de Ernest Aldrich Simpson    |
| ● 7 de mayo de 1937-3 de junio de 1937:           | Señora Wallis Warfield                     |
| ● 3 de junio de 1937-24 de abril de 1986:         | Su gracia la duquesa de Windsor            |

## Legado

Monograma de Wallis y Eduardo

La vida de Wallis estuvo plagada de rumores de que tenía otros amantes. El playboy estadounidense Jimmy Donahue, heredero de la fortuna Woolworth, que además era homosexual, afirmó haber tenido una relación con la duquesa en la década de 1950, pero Donahue era conocido por sus bromas ingeniosas y su afinidad a hacer circular rumores. Casi todos los historiadores y biógrafos han negado la existencia del llamado «expediente de China» —que se supone detalla las hazañas sexuales y criminales de Wallis en ese país—. Aunque hubo ciertos rumores acerca de un embarazo y posterior aborto mientras Wallis vivió en China, especialmente aquellos relacionados con el conde Ciano, no hay pruebas contundentes de que haya quedado embarazada de cualquiera de sus amantes o de sus tres maridos. Las afirmaciones de que sufría de síndrome de insensibilidad a los andrógenos, también conocido como feminización testicular, parecen improbables, por no decir imposibles, habida cuenta de su cirugía por miomas uterinos en 1951.
En 1956, la duquesa publicó sus memorias realizadas por un escritor fantasma, The Heart Has Its Reasons. El autor Charles Higham dijo del libro, «los hechos fueron reordenados sin remordimientos en lo que equivalía a un lifting facial autorrealizado [...] reflejando en abundancia la personalidad de su autora, políticamente incorrecta, pero encantadora y conveniente». Higham describió a la duquesa como «carismática, electrizante y compulsivamente ambiciosa». La evaluación de la vida de la duquesa de Windsor ha sido enturbiada por rumores, conjeturas y propaganda políticamente motivada, sin que fuera necesaria la ayuda de su propia manipulación de la verdad; pero no existe ningún documento que pruebe directamente que Wallis haya sido otra cosa más que una víctima de su propia ambición, que vivió un gran romance que se convirtió en una gran tragedia. En opinión de sus biógrafos, «experimentó el supremo cuento de hadas, convirtiéndose en la adorada favorita del soltero más glamoroso de su tiempo. El idilio tomó el camino equivocado cuando haciendo caso omiso de sus súplicas, él abandonó su posición para pasar el resto de su vida con ella». Los académicos coinciden en que Wallis ascendió al borde de un precipicio que:

la dejó con menos alternativas de lo que había previsto. De alguna manera pensó que el establishment podría ser superado una vez que [Eduardo] fuera rey y confesó con franqueza a la tía Bessie sus «ambiciones insaciables» [...]. Atrapado en su evasión de la responsabilidad en exactamente el papel que ella había buscado, de pronto ella le advirtió en una carta, «tú y yo solo podemos crear desastres juntos» [...] [Wallis] predijo a la anfitriona social Sybil Colefax, «dos personas van a sufrir» por causa «del funcionamiento de un sistema» [...]. Habiéndosele negado la dignidad y sin nada útil que hacer, el nuevo duque de Windsor y su duquesa serían para una generación, los parásitos de la sociedad más conocidos internacionalmente, mientras se aburrían profundamente entre sí [...]. Ella pensó que él era emocionalmente como Peter Pan y se veía a sí misma como Alicia en el País de las Maravillas. Sin embargo, el libro que escribieron en conjunto fue más El paraíso perdido.

Se dice que Wallis resumió su vida en una frase: «No tienes idea de lo difícil que es vivir un gran romance».

### La duquesa de Windsor en la cultura popular
El personaje de Wallis fue interpretado por Faye Dunaway en The Woman I Love (película para televisión de 1972), Cynthia Harris en Edward and Mrs. Simpson (miniserie de siete capítulos de 1978), Jane Seymour en The Woman He Loved (película para televisión de 1988), Amber Sealey en Bertie and Elizabeth (película para televisión de 2002), Joely Richardson en Wallis and Edward (película para televisión de 2005), Gillian Anderson en Any Human Heart (miniserie del 2010), Emma Clifford en Upstairs, Downstairs (miniserie de 2010), Eve Best en The King's Speech (película de 2010), por Andrea Riseborough en W.E. (película de 2011), Lia Williams (temporadas 1–2)-(2016-2017) y Geraldine Chaplin (temporada 3)-(2019), en la exitosa serie de Netflix The Crown Jane Hartley la representó en Always, un musical del West End de 1997.
El galardonado escritor canadiense Timothy Findley, en su novela Famous Last Words de 1981, presentó a una «señora Simpson» manipuladora, pero también trágica. En 1991, Anne Edwards escribió un empático relato de los primeros años de Wallis que culmina cuando contrae matrimonio con Eduardo en su libro Wallis: The Novel. Wallis también aparece en un relato corto de Rose Tremain, llamado «The Darkness of Wallis Simpson»; en una obra llamada The Duchess de Linda Griffith; en el thriller ucrónico de 1992, Fatherland, de Robert Harris; y en un libro de la serie Young Bond de Charlie Higson, By Royal Command. En 2001, el periodista Christopher Wilson publicó el libro Dancing with the Devil, en el que relata la supuesta relación de Wallis con Jimmy Donahue. Kate Auspitz, en su novela de 2010, The War Memoirs of HRH Wallis, Duchess of Windsor, la retrata como un instrumento de los aliados, que la emplearon para hacer que el rey Eduardo VIII, simpatizante fascista, abandonara el trono.